# Panel de la culture et de l'éducation
Le panel de la culture et de l'éducation (anglais : Cultural and Educational Panel, irlandais : An Rolla Saíochta agus Oideachais) est l'un des cinq panels professionnels utilisés pour élire les membres du Seanad Éireann, la chambre haute du parlement (Oireachtas) de l’Irlande. Ces cinq panels élisent 43 des 60 membres du Seanad Éireann. Le panel de la culture et de l'éducation est composé de cinq sénateurs, dont au moins deux parmi les candidats des membres de l'Oireachtas et au moins deux autres parmi les candidats des organismes de nomination.

## Sénateurs
Note : Les colonnes de ce tableau sont utilisées uniquement à des fins de présentation. Aucune importance ne doit être attachée à l'ordre des colonnes.

## Liste des organismes de nomination
- Association of Secondary Teachers, Ireland (ASTI)
- Comhaltas Ceoltóirí Éireann
- Conradh na Gaeilge
- Council of the Bar of Ireland
- Dental Council of Ireland
- Drama League of Ireland
- Education and Training Boards Ireland
- Gael Linn
- Gaeloideachas
- Genealogical Society of Ireland
- Institute of Community Health Nursing
- Institute of Guidance Counsellors
- Irish Countrywomen's Association
- Irish Dental Association
- Irish Federation of University Teachers
- Irish Georgian Society
- Irish National Teachers' Organisation
- Law Society of Ireland
- Library Association of Ireland
- Local Authority Medical Specialists
- National Youth Council of Ireland
- Old Dublin Society (Cumann le Seandacht Átha Cliath)
- Royal College of Physicians of Ireland
- Royal College of Surgeons in Ireland
- Royal Irish Academy
- Royal Irish Academy of Music
- Royal Society of Antiquaries of Ireland
- Teachers' Union of Ireland
- Theatre Forum
- Údarás na Gaeltachta
- Veterinary Council (Comhairle na d'Tréidlia)
- Visual Artists Ireland
- Writers' Guild of Ireland

### Sources
- (en) Cet article est partiellement ou en totalité issu de l’article de Wikipédia en anglais intitulé « Cultural and Educational Panel » (voir la liste des auteurs).
- Site web du Seanad Éireann, le sénat irlandais